# Pangadegan (Wangon)
Pangadegan is een bestuurslaag in het regentschap Banyumas van de provincie Midden-Java, Indonesië. Pangadegan telt 5500 inwoners (volkstelling 2010).